# Eucalyptus distans
Espèce
Synonymes
- Eucalyptus epruinata L.A.S.Johnson & K.D.Hill

Eucalyptus distans (en anglais Katherine box) est une espèce de plantes à fleurs de la famille des Myrtaceae. C'est un petit arbre endémique des régions du nord de l'Australie. Il a une écorce grise rugueuse et fibreuse, des feuilles adultes ternes et étroites en forme de lance, des boutons floraux par groupes de sept, des fleurs blanc crème et des fruits en forme de coupe hémisphérique ou conique.

## Description
Eucalyptus distans atteint généralement 7 à 9 m de haut et forme un lignotuber. Son écorce est grise rugueuse, fibreuse, finement fissurée avec des taches blanches. Les jeunes plants et la repousse des taillis ont des feuilles étroites en forme de lance de 110 à 114 mm de long et 10 à 20 mm de large. Les feuilles adultes sont de la même couleur terne, vert clair à gris-vert des deux côtés, en forme de lance ou courbées, longues de 55 à 150 et larges de 12 à 26 mm. Elles sont portées par un  pétiole de 5 à 23 mm.

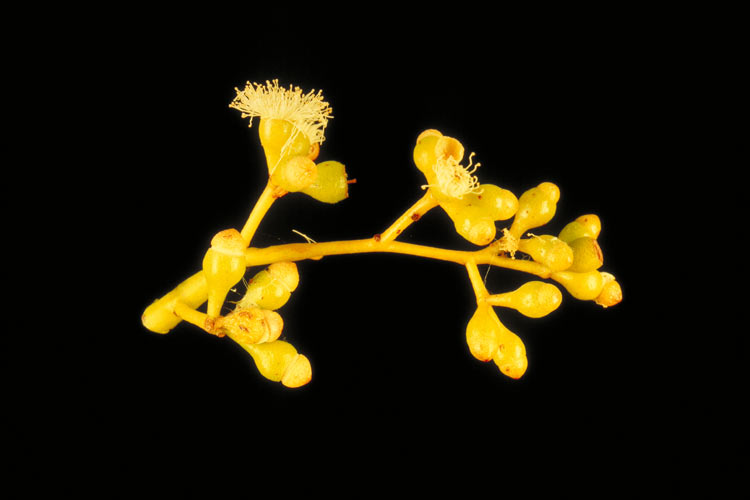
Boutons floraux d’E. distans.

Les boutons floraux sont disposés à l'aisselle des feuilles par groupes de sept sur un pédoncule fin et ramifié de 2 à 10 mm ; les boutons individuels sont portés par un pédicelle pouvant atteindre  6 mm. Les bourgeons matures sont cylindriques à ovales, longs de 3 ou 4 mm et larges d'environ 3 mm, avec un opercule conique ou arrondi. La floraison a lieu entre mars et avril ; les fleurs sont blanc crème.
Le fruit est une capsule ligneuse en forme de coupe hémisphérique ou conique de  3 à 5 mm de long et de large, sur un pédicelle pouvant atteindre 6 mm. Les valves s'étendent bien au-delà du bord et les graines sont brun noirâtre,,.

## Taxonomie et dénomination
Eucalyptus distans a été formellement décrit pour la première fois en 1980 dans la revue Australian Forest Research par Ian Brooker, Douglas Boland et David Kleinig à partir d'échantillons recueillis en 1977 par Clyde Dunlop près des gorges de la Katherine dans le parc national Nitmiluk,. Eucalyptus epruinata a été décrit en 2000 par Ken Hill et Lawrie Johnson dans la revue Telopea (en) à partir de spécimens collectés dans le Queensland, mais ce nom est répertorié comme synonyme par l'Australian Plant Census (en). L'épithète spécifique distans est un mot latin signifiant « éloigné », indiquant que cette espèce est séparée du similaire E. microtheca.

## Distribution et habitat
Eucalyptus distans  pousse sur des crêtes rocheuses basses, en populations dispersées dans le Territoire du Nord entre Katherine et Gove, avec des populations disjointes près de Fitzroy Crossing (en) en Australie-Occidentale et près de Croydon dans le Queensland,.

## Statut de conservation
Eucalyptus distans est classé comme « Priority One » par le Département des parcs et de la faune (en) du Gouvernement de l'Australie-Occidentale, ce qui signifie qu'il n'est connu que dans quelques sites potentiellement à risque.